# Pirmil
Pirmil – miejscowość i gmina we Francji, w regionie Kraj Loary, w departamencie Sarthe.
Według danych na rok 1990 gminę zamieszkiwało 367 osób, a gęstość zaludnienia wynosiła 21 osób/km² (wśród 1504 gmin Kraju Loary, Pirmil plasuje się na 933. miejscu pod względem liczby ludności, natomiast pod względem powierzchni na miejscu 670.).